# Louis de Diesbach
Graf Louis de Diesbach de Belleroche auch Ludwig de Diesbach und Ludwig von Diesbach (* 20. Mai 1843 in Freiburg; † 11. Oktober 1921 in La Schürra bei Pierrafortscha; heimatberechtigt in Freiburg) war ein Schweizer Landwirt und Politiker.

## Leben

### Familie

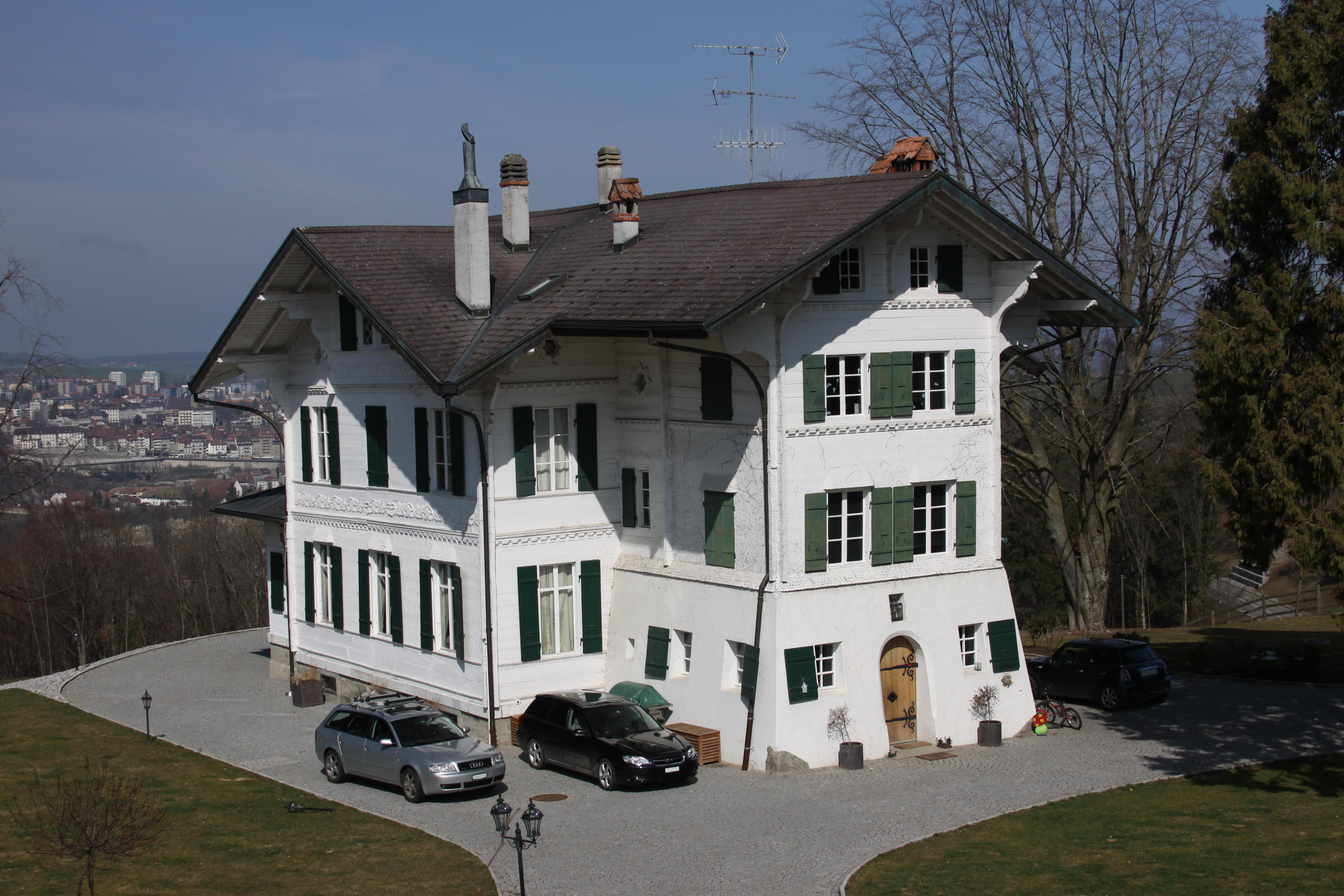
Wohnhaus in La Schürra

Louis de Diesbach entstammte der Freiburger Patrizierfamilie Diesbach und war der Sohn des Grundbesitzers Amédée de Diesbach de Belleroche († 5. Januar 1899) und von dessen Ehefrau Caroline-Marie (genannt Charlotte, geb. de Lalive d’Epinay, † 13. März 1888).
Seit dem 10. Februar 1874 war er mit Sidonie (* 31. Mai 1842 in Freiburg; † 11. Juni 1904 in Pierrafortscha), der Tochter des Barons Louis d’Alt (1810–1864), verheiratet; gemeinsam hatten sie drei Kinder, zu diesen gehörte auch der spätere Oberstdivisionär Roger de Diesbach (1876–1938).
Sein Enkel war der spätere Korpskommandant des ersten Feldarmeekorps Roch de Diesbach (1909–1990), der Vater des Journalisten Roger de Diesbach.
Louis de Diesbach lebte mit seiner Familie auf seinem Landsitz La Schürra.

### Werdegang
Louis de Diesbach wurde von Hauslehrern, unter anderem von Joseph Schneuwly (1839–1908), erzogen und war als Landwirt tätig; er war einer der reichsten Grundbesitzer und einer der grössten Viehzüchter des Kantons Freiburg und besass ausgedehnte Güter und Alpweiden.
Er war Mitgründer und Mitglied des Vorstands der Zeitung Le Bien Public.
1901 erfolgte seine Wahl in den Verwaltungsrat der Schweizerischen Mobiliarversicherungs-Gesellschaft.
In der Schweizer Armee erreichte er den Dienstgrad eines Hauptmanns und war Kommandant der 1. Kavallerie-Kompanie; 1888 wurde er aus dem Wehrdienst entlassen.

### Politisches und gesellschaftliches Wirken
Louis de Diesbach spielte als Führer der konservativ-liberalen Partei, die nach ihrer Zeitung Bienpublicard genannt wurde, eine bedeutende Rolle in der Freiburger Politik.
Von 1880 bis 1881 war er konservativ-liberaler Abgeordneter im Freiburger Grossen Rat sowie vom 4. Dezember 1893 bis zum 6. Dezember 1896 und vom 3. Dezember 1900 bis zum 3. Dezember 1911 im Nationalrat, wo er gemässigten Kreisen und Gustave Ador nahestand; in den Nationalrat folgte ihm Eugène Deschenaux.
1894 war er im Nationalrat Kommissionspräsident für das Bundesgesetz betreffend den Viehhandel und gehörte 1908 der Ständigen Alkoholkommission an.
Er beriet 1895 eine bundesrätliche Delegation in Fragen eines neuen Handelsvertrags mit Frankreich.
1898 wurde er als Experte für den Ackerbau in die Schweizer Zentralkommission sowie in das Vergnügungs- und Unterhaltungskomitee für die Pariser Weltausstellung 1900 gewählt.
Er wurde 1900 in den Kreiseisenbahnrat gewählt; ihm folgte 1920, nach seinem Rücktritt, sein Sohn Roger de Diesbach als Kreiseisenbahnrat.

## Mitgliedschaften
Louis de Diesbach war Mitglied des 1848 gegründeten Freiburgischen Bauernverbands und von 1876 bis 1878, als Nachfolger von Pierre de Gottrau (1827–1889), deren Präsident.
1881 wurde er in das Zentralkomitee der Föderation der landwirtschaftlichen Vereine der französischen Schweiz (Fédération des sociétés d’agriculture de la Suisse romande) gewählt und präsidierte die Föderation, als Nachfolger von Jean-Marie de Chastonay (1845–1906), von 1890 bis 1891; 1892 schied er als Mitglied aus.